# Felice Žiža
Felice Ziza (Pola, 10 settembre 1963) è un politico sloveno appartenente alla Comunità Nazionale Italiana. Laureatosi in Medicina e Chirurgia presso l’Università di Trieste nel 1990, si è specializzato in Chirurgia generale nel 1995. Nel 2018 è stato eletto al Parlamento sloveno in qualità di Deputato al Seggio specifico della Comunità Nazionale Italiana presso la Camera di Stato della Repubblica di Slovenia, riconfermato nel 2022.

## Biografia
Felice Žiža è nato a Pola (Croazia) il 10 Settembre 1963. Nel 1990 si è laureato in medicina presso l'Università di Trieste. Dal 2012 al 2018 è stato direttore sanitario dell’Ospedale generale di Isola d'Istria (Slovenia).
Nel 2018 è stato eletto deputato alla Camera di Stato slovena in rappresentanza della Comunità Nazionale Italiana con il 44,78% delle preferenze, battendo gli sfidanti Maurizio Tremul con il 37,36% e Bruno Orlando con il 17,85%.
Nelle elezioni parlamentari del 2022, tenutesi in Aprile viene riconfermato al parlamento sloveno in rappresentanza della Comunità Nazionale Italiana con il 61% dei voti, battendo nuovamente Maurizio Tremul fermatosi al 39%.
Nel Giugno del 2022 sfida ancora una volta Maurizio Tremul, questa volta per la carica di presidente dell'Unione italiana, venendo in questo caso sconfitto, mancando l'elezione a presidente.